# Hamupipőke (Deutscher)
A Hamupipőke Alma Deutscher operája. A librettó alapjául a „Hamupipőke” című mese szolgált, azonban a történet cselekménye jelentős mértékben módosult. A mű kamaraváltozatának ősbemutatójára 2015-ben került sor Izraelben, amikor Deutscher tízéves volt. Az operaváltozat zenekari bemutatójára egy évvel később, 2016. december 29-én tartották meg Bécsben.

## Szereplők
| Szerep                                                        | Hangfekvés   | Bécsi bemutató szereposztása 2016 December 29 Karmester: Vinicius Kattah | U.S. bemutató szereposztása 2017 December 16 Karmester: Jane Glover | U.S. bemutató szereposztás (átdolgozott változat) 2022 November 12 Karmester: Alma Deutscher |
| ------------------------------------------------------------- | ------------ | ------------------------------------------------------------------------ | ------------------------------------------------------------------- | -------------------------------------------------------------------------------------------- |
| Cinderella, Fiatal zeneszerző, a történet főhőse              | szoprán      | Theresa Krügl                                                            | Vanessa Becerra                                                     | Natalia Santaliz                                                                             |
| Prince Theodore, Fiatal költő, beleszeret Cinderella zenéjébe | tenor        | Lorin Wey                                                                | Jonas Hacker                                                        | Joey Hammond-Leppek                                                                          |
| King Fridolph, az apja, Transylvanian királya.                | basszus      | Gregor Einspieler                                                        | Nathan Stark                                                        | Ben Brady                                                                                    |
| The Stepmother, idősödő primadonna                            | szoprán      | Catarina Coresi                                                          | Mary Dunleavy                                                       | Rena Harms                                                                                   |
| Griselda, a lánya                                             | szoprán      | Anna Voshege                                                             | Stacey Tappan                                                       | Stacey Tappan                                                                                |
| Zibaldona, a lánya                                            | mezzoszoprán | Katrin Koch                                                              | Karin Mushegain                                                     | Julia Dawson                                                                                 |
| Emeline, a tündér keresztanya                                 | alt          | Veronika Dünser                                                          | Claudia Chapa                                                       | Megan E. Grey                                                                                |
| The Minister, a király tanácsadója                            | beszéd       | Florian Stanek                                                           | Brian James Myer                                                    | Joshua Hughes                                                                                |
| Kórus: bál vendégek, manók, templomi kórus a királyi esküvőn  |              |                                                                          |                                                                     |                                                                                              |

## Cselekmény
Deutscher második operája egy teljes estét betöltő mű, amely a Hamupipőke-mese alapján készült, azonban jelentős mértékben eltér az eredeti cselekménytől. Az ő változatában a történet középpontjában a zene áll. A darab Deutscher képzeletbeli országában, Transylvanianban játszódik, egy operaházban, amelyet Hamupipőke mostohaanyja irányít. A két mostohatestvér tehetségtelen, feltörekvő díva, akik a siker reményében versengenek egymással. Hamupipőke ezzel szemben egy tehetséges zeneszerző, akinek „szép dallamok pattannak ki a fejéből” ám a mostoha nem engedi, hogy fellépjen – helyette másolónőként dolgoztatja őt. A történet másik főszereplője, Teodore herceg, egy költő, akit az udvarban kigúnyolnak, mert az irodalom és a művészetek iránt érdeklődik.
Az első felvonásban Hamupipőke véletlenül rábukkan egy lenyűgöző szerelmes versre, amely – tudtán kívül – a herceg tollából származik. A vers mélyen megihleti Hamupipőkét, aki zenét komponál hozzá. Azonban a gyönyörű dallamot mostohanővérei ellopják, és a királyi bál alkalmával megrendezett énekversenyen adják elő – téves szöveggel. Végül Hamupipőke maga is elénekli dalát a hercegnek, immár a helyes szöveggel, ám továbbra sem tudja, hogy a verset éppen a herceg írta. Amikor éjfélkor elmenekül a bálról, a herceg nem üvegcipő, hanem az elbűvölő melódia alapján indul a keresésére – az után a dallam után, amit Hamupipőke éneklés közben hagyott hátra. A történet végén a két fiatal egymásra talál: „úgy találják meg egymást, ahogy a dallam megtalálja a szövegét.”
A főszereplő karakterét úgy mutatta be, hogy a herceg ne pusztán a külseje, hanem a művészi tehetsége és a lelki társi kapcsolódás miatt szeressen bele: „Azt gondolom, hogy sokkal több értelme van, ha a herceg azért szeret bele, mert Hamupipőke gyönyörű dallamot komponált a verséhez. Mert azt gondolja, hogy a lány az ő lelki társa, megértik egymást.”
Deutscher számára az is fontos volt, hogy eltérjen a hagyományos ábrázolástól: „nem akartam, hogy Hamupipőke egy helyes lány legyen, aki takarít és tartja a száját. Azt akartam, hogy okos legyen. És zeneszerző.”

## Bemutatók és változatok
A mű kamaraváltozatának ősbemutatója 2015-ben volt Izraelben, amikor Alma Deutscher tízéves volt. Az előadás előtt néhány nappal fejezte be a nyitány megírását. A következő évben Deutscher kibővítette a művet, és hangszerelte egy húszfős zenekarra; ez a kibővített változat 2016-ban, német nyelven került bemutatásra Bécsben, Zubin Mehta karmester védnöksége alatt. Deutscher az operában a hegedű- és zongoraszólókat is saját maga játszotta. Az előadást a közönség lelkesen fogadta és számos lapban megjelentek róla tudósítások.

## Adaptációk
A tovább bővített változat amerikai ősbemutatójára 2017 decemberében került sor az Opera San José és a Packard Humanities Institute közös produkciójában, Dame Jane Glover vezényletével. A bécsi előadáshoz hasonlóan Deutscher itt is saját maga játszotta a hegedű- és zongoraszólókat, emellett az esküvői jelenet elején orgonaszólót is előadott. Az öt eredeti előadásra minden jegy elkelt, így további előadásokat is beiktattak. A The New Criterion úgy jellemezte a darabot, mint „briliáns szellemességgel, mesterségbeli tudással és zenei szépséggel megírt opera… A zenekari és vokális invenciók puszta mennyisége lenyűgöző”, és megjósolta, hogy a Cinderella a Broadway színpadára is eljuthat. Az Opera Today „egy fiatal tehetség szenzációs áttörésének” nevezte a művet, „olyan operaélménynek, amely csak egyszer adatik meg az életben, és amely után a közönség állva ünnepelt”. Az előadásról készült felvételt 2018-ban adta ki DVD-n a Sony Classical Records.
2018-ban a bécsi Staatsoper gyermekek számára készült adaptációt állított színpadra, amely két teltházas évadon keresztül futott, és az operaház saját kiadójánál DVD-n is megjelent.
2019-ben Deutscher tovább dolgozta át az operát a Salzburgi Állami Színház új produkciója számára, amelynek bemutatója a 2019/20-as évadban volt, majd a 2020/21-es évadban újra műsorra tűzték.
2022-ben a Wexfordi Operafesztiválon gyermekeknek szóló adaptációban mutatták be az operát .
A 2017-es Opera San Jose-i produkció egy alaposan átdolgozott zenei változatát 2022 novemberében állították ismét színpadra, ezúttal Alma Deutscher vezényletével, aki ezzel debütált operadirigensként. A produkció felvétele 2023 júliusában ingyenesen elérhetővé vált online megtekintésre.

## Fordítás
Ez a szócikk részben vagy egészben  a   Cinderella (Deutscher) című angol Wikipédia-szócikk ezen változatának fordításán alapul.  Az eredeti cikk szerkesztőit annak laptörténete sorolja fel. Ez a jelzés csupán a megfogalmazás eredetét és a szerzői jogokat jelzi, nem szolgál a cikkben szereplő információk forrásmegjelöléseként.